# Cápsula de Tenon
En anatomía, se llama cápsula de Tenon a una estructura fibrosa que cubre la membrana más externa del ojo o esclerótica. Parte de la región llamada limbo esclerocorneal, situada entre la esclerótica y la córnea, y recubre toda la pared del ojo, hasta llegar en la porción posterior del mismo al nervio óptico. Recibe su nombre en honor al médico Jacques René Tenon (1724–1816) que realizó su descripción en el año 1803.

## Función
Cumple la función de separar el ojo del resto de las estructuras que se encuentran en el interior de la órbita, como la grasa periorbitaria. Al estar compuesta de un tejido fibroso rígido, impide que el globo ocular se comprima cuando se contrae la musculatura extrínseca, que es la que hace posible que el ojo se mueva voluntariamente en todas direcciones.